# Nudité au cinéma

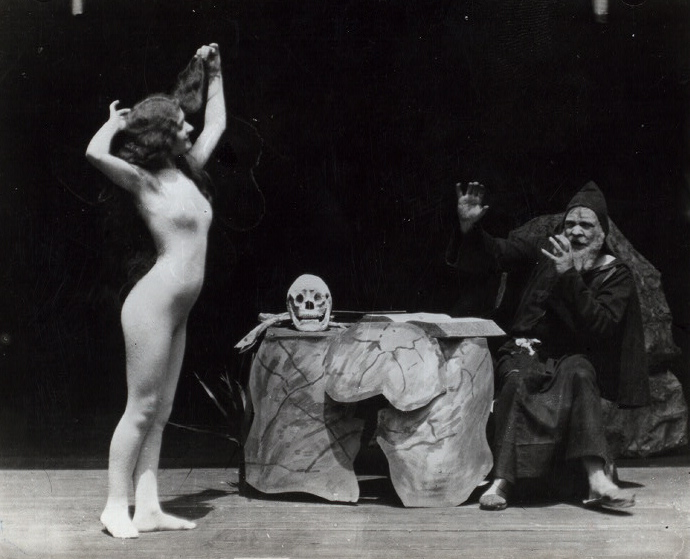
Nudité féminine simulée par un unitard dans un film de 1900, The Temptation of Saint Anthony.

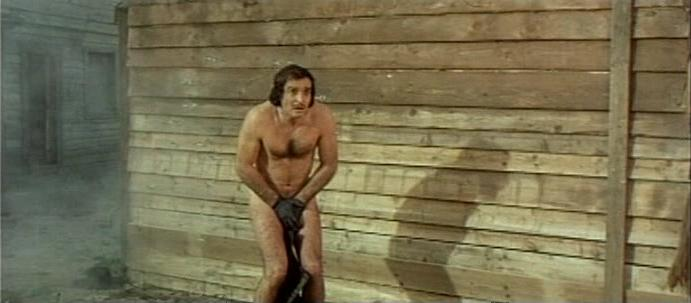
Lo chiamavano Tresette... giocava sempre col morto (1973), scène de nudité masculine utilisée dans un but comique.

La nudité au cinéma est la représentation de corps complètement ou partiellement nus dans les films.
Elle peut être utilisée pour soutenir un récit (La Liste de Schindler), définir un personnage (par exemple le personnage de Rose dans Titanic) ou encore à des fins de comédie (Mon curé chez les nudistes).
Lorsque les films sont destinés à une distribution grand public, ils doivent respecter des règles de censure qui varient selon les pays et les époques.
Lorsque la nudité est sexualisée, les films sont classifiés comme pornographiques ou érotiques et leur distribution est alors restreinte sur des critères d'âge. 

## Dans le cinéma américain
La premier film américain présentant une femme nue est Sublime Beauté (1915).

### Films nudistes
Pour plus de détails, voir le corps de l'article.
Les premiers films américains dits nudistes apparaissent au début des années 1930, sous forme de documentaire, parfois utopiques,
qui promeuvent « le mode de vie sain » des premiers naturistes européens et américains.
This Nude World, en 1933, est un documentaire tourné aux États-Unis, en France et en Allemagne ;
Elysia, Valley of the Nude, en 1933, est une docufiction qui se déroule dans le camp de nudistes californinen à Elsinore. Le genre prospère jusqu'à la fin des années trente dans les road-shows, avec des films comme Why Nudism ? (1933), Nudist Land (1937), et The Unashamed (1938), puis disparaît.
Il est relancé dans la décennie suivante avec, en 1954, Jardin de l'Éden Garden of Eden, le premier film nudiste tourné en couleurs.
Les nouvelles lois de censure causent un afflux de films comme
Naked Venus (Edgar G. Ulmer, 1958),
en:Nudist Memories (1959)
et Fille du soleil (en) (David F. Friedman et Herschell Gordon Lewis, 1962).
Doris Wishma (en), probablement la productrice et réalisatrice la plus active du genre, réalise huit films nudistes entre 1960 et 1964, avec
Hideout in the Sun (en) (1960),
Nude on the Moon (1961),
Diary of a Nudist (en) (1961),
Blaze Starr Goes Nudist (en) (1962),
Gentlemen Prefer Nature Girls (1963),
Playgirls International (en) (1963),
Behind the Nudist Curtain (en) (1964) et
The Prince and the Nature Girl (1964).
Edward Craven Walker (1918-2000), l'inventeur de la lampe à lave, est alors une figure majeure du mouvement naturiste. Il réalise, sous le nom de Michael Keatering,  trois films nudistes:
Travelling Light (1959),
Sunswept (1962) et
Eves on Skis (1963).
Ramsey Harrington produit
The Nudist Story (1960) (rebaptisé "For Members Only" ou "Pussycat's Paradise" pour le marché américain),
Arthur Knight produit My Bare Lady (1963) et Leo Orenstein, sous le pseudonyme d'Alan Overton,  réalise Have Figure, Will Travel (1963).
Sorti en 1961, Nudist Life, produit par George Weiss (en), montre des vues vintage de camps nudistes.
La même année en Angleterre, Harrison Marks (en) sort Naked as Nature Intended, qui mettait en vedette Pamela Green (en), et fait un succès au box-office. Son réalisateur va vite faire des films pornographiques softcore.
Les films nudistes, sous couvert de présenter les modes de vie nudistes ou naturistes, ont souvent là un prétexte pour porter à l'écran la nudité féminine. Ils prennent soin de respecter les lois en vigueur, en cachant au regard du spectateur les seules zones pubiennes par l'angle de la prise de vue ou par un avant-plan quelconque.
Ils sont principalement tournés dans des centres naturistes, mais des modèles à la plastique choisie tiennent les rôles des membres du centre.
Beaucoup sortent souvent plusieurs fois, sous des titres différents.
Le manque d'intérêt de la part du public est patent dès le milieu des années 1960, et leur production cesse alors.
| Année | Titre                          | Réalisation / Production                         |
| ----- | ------------------------------ | ------------------------------------------------ |
| 1933  | This Nude World                |                                                  |
| 1933  | Elysia, Valley of the Nude     |                                                  |
| 1933  | Why Nudism ?                   |                                                  |
| 1937  | Nudist Land                    |                                                  |
| 1938  | The Unashamed                  |                                                  |
| 1954  | Jardin de l'Éden (1954)        | Max Nosseck                                      |
| 1958  | Naked Venus                    | Edgar G. Ulmer                                   |
| 1959  | Nudist Memories (en)           |                                                  |
| 1959  | Travelling Light (en)          | Michael Keatering (Edward Craven Walker)         |
| 1960  | Hideout in the Sun (en)        | Doris Wishman                                    |
| 1960  | The Nudist story               | Ramsay Harrington (en)                           |
| 1961  | Nude on the Moon               | Doris Wishman                                    |
| 1961  | Diary of a Nudist (en)         | Doris Wishman                                    |
| 1961  | Nudist Life (en)               | produit par George Weiss (en)                    |
| 1962  | Daughter of the Sun (en)       | David F. Friedman et Herschell Gordon Lewis      |
| 1962  | Blaze Starr Goes Nudist (en)   | Doris Wishman                                    |
| 1963  | Gentlemen Prefer Nature Girls  | Doris Wishman                                    |
| 1963  | Playgirls International (en)   | Doris Wishman                                    |
| 1963  | Eves on Skis (en)              | Michael Keatering, alias de Edward Craven Walker |
| 1963  | My Bare Lady (en)              | Arthur Knight (prod.)                            |
| 1963  | Have Figure, Will Travel (en)  | Alan Overton, alias de Leo Orenstein (en)        |
| 1963  | Naked as Nature Intended (en)  | Harrison Marks (en)                              |
| 1964  | Behind the Nudist Curtain (en) | Doris Wishman                                    |
| 1964  | The Prince and the Nature Girl | Doris Wishman                                    |
| 1962  | Sunswent (en)                  | Michael Keatering, alias de Edward Craven Walker |

### Classement aujourd'hui auxÉtats-Unis
Aux États-Unis, l'admissibilité des films pour les publics de différents âges est réglementée par le référencement MPAA. Celui-ci définit les classes de public suivantes :
- Rated G : General audiences, public général - le film peut être vu à tous âges.
- Rated PG : Parental Guidance Suggested, la surveillance d'un parent est suggérée.
- Rated PG-13 : Parents Strongly Cautioned, parents fortement avertis, contenu potentiellement inapproprié pour un enfant de moins de 13 ans.
- Rated R : Restricted, restreint, les enfants de moins de 17 ans doivent être accompagnés d'un adulte.
- Rated NC-17 : No children under 17 admitted, interdit aux enfants de moins de 17 ans.

La nudité représentée dans les films est l'un des critères de classification, séparément de la représentation de la sexualité et aux côtés des critères de violence, de représentation d'usage de drogue, de vulgarité de langage et de violence. 
Pour être classé G, un film ne doit contenir aucune nudité. Elle est autorisée de façon brève dans les films de la catégorie PG, de façon complète à partir de la catégorie PG-13. Si la nudité est sexualisée, le film est alors classé R ou NC-17.
Ainsi, le film Titanic, contenant une scène seins nus dans un contexte non sexuel, a été classifié PG-13. À l'inverse, le film Basic Instinct contenant une scène de nudité partielle sexualisée a été classifié R pour sensualité.

## Dans le cinéma français
Pour le cinéma français, les films contenant des scènes de nus ont longtemps été soumis à la censure. Le relâchement de la censure cinématographique après l'élection de Valéry Giscard d'Estaing entraîne, en 1974-1975, la distribution d'une vague de films pornographiques, ce qui a pour conséquence l'adoption en 1975 de la loi sur le classement X. 
Toutefois, les films peuvent être interdits pour une catégorie d'âge et certains le sont aux moins de 18 ans. L'interdiction d'un film à certains publics est décidée par la commission d'exploitation dépendant du ministère de la Culture et peut avoir des conséquences importantes sur la viabilité économique du film concerné.